# Sumner (Missouri)
Pour les articles homonymes, voir Sumner.
Sumner est une ville du comté de Chariton, dans le Missouri, aux États-Unis,. Située au nord-ouest du comté, elle est créée en 1882 et incorporée la même année. Elle est baptisée en référence à Charles Sumner.

## Démographie
Lors du recensement de 2010, la ville comptait une population de 102 habitants. Elle est estimée, en 2016, à 98 habitants.

## Source de la traduction
- (en) Cet article est partiellement ou en totalité issu de l’article de Wikipédia en anglais intitulé « Sumner, Missouri » (voir la liste des auteurs).